# Камбэ, Масару
Масару Камбэ (яп. 神戸 勝 Камбэ Масару), 30 октября 1938, Айти, Япония) — японский хоккеист (хоккей на траве), нападающий.

## Биография
Масару Камбэ родился 30 октября 1938 года в японской префектуре Айти.
Окончил университет Мэйдзи в Токио.
В 1960 году вошёл в состав сборной Японии по хоккею на траве на Олимпийских играх в Риме, занявшей 14-е место. Играл на позиции нападающего, провёл 5 матчей, забил 1 мяч в ворота сборной Австралии.
Участвовал в летних Азиатских играх 1958 и 1962 годов.
Работал управляющим директоромкомпании Toyota Vista Shinshu.
Трудится менеджером хоккейного клуба «Нагоя Фуллер».